# Energiø
En energiø er en ø, der samler elektrisk strøm fra flere havvindmølleparker i farvandet omkring øen, hvorfra strømmen føres til land i kabelforbindelser. Dette kan være et attraktivt alternativ til, at havvindmølleparkerne har hver sin forbindelse til land.
Ofte vil en energiø være en kunstigt anlagt ø på havet, men udtrykket kan også bruges om en naturligt eksisterende ø, der forsynes med det nødvendige eltekniske udstyr til formålet.
I Danmark besluttede et stort Folketingsflertal i 2020 at etablere to energiøer, dels på Bornholm og dels i form af en kunstig ø i Nordsøen, som led i den grønne omstilling. Der var tale om meget store infrastrukturinvesteringer, som ifølge planen skulle blive nogle af Danmarkshistoriens største anlægsprojekter. Ændrede forudsætninger har siden ført til, at projektet i Nordsøen er blevet udskudt. 

## Energiøer i Danmark
Skabelsen af to energiøer i Danmark var en vigtig del af aftalen Klimaaftalen for energi og industri mv., som blev vedtaget af et stort Folketingsflertal i juni 2020. Ifølge denne aftale skulle der etableres to energiøer senest i 2030: dels en kunstig ø i Nordsøen og dels etablering af infrastruktur på Bornholm, der kunne gøre denne ø til en energiø. Formålet med de to øer var at lette en større produktion af klimavenlig elektricitet som led i Danmarks grønne omstilling. Etableringen af energiøen i Nordsøen skulle specielt muliggøre, at der kan etableres havvindmøller med større afstand fra land, hvor vindforholdene er bedre.
Der var tale om to meget store infrastrukturprojekter, hvor energiøen i Nordsøen ifølge aftalen var udset til fra start at have en kapacitet på 3 gigawatt med senere udbygning til 10 gigawatt, svarende til ca. 650 havvindmøller. Energiø Bornholm var udset til at håndtere 2 gigawatt, og senere er dette tal blevet opjusteret til 3,8 gigawatt. IFølge Energistyrelsen ville de to energiøer tilsammen blive et a Danmarkshistoriens største anlægsprojekter.

## Omkostninger
Etableringen af øen i Nordsøen blev anslået til at koste omkring 210 mia. kr., mens prisen for Energiø Bornholm blev anslået til 31,5 mia. kr. Da det sidstnævnte projekt ikke kræver etableringen af en egentlig ny og kunstig ø, er det langt mindre omkostningsfuldt end projektet i Nordsøen. Ved aftalens indgåelse i 2020 var tanken, at energiøerne skulle etableres ved hjælp af statslige subsidier, men efterfølgende kunne drives på markedsvilkår uden offentlig støtte. Senere er omkostningerne blevet revurderet og har givet anledning til kritik af projekterne. Etableringen af Energiø Nordsøen er derfor blevet udskudt, mens der undersøges forskellige muligheder, blandt andet en aftale med Tyskland om medfinansiering. Aftalen om Energiø Bornholm blev derimod mere endeligt vedtaget i maj 2024.